# Caviidae
Заморчићи или заморчад, заморци, морска прасад (лат. Caviidae), је јужноамеричка (неотропска) породица глодара, која садржи 6 родова и око 15 врста. Дужина тела представника ове породице је 22-75cm, а маса 0,5-16kg. Природно насељавају различите пределе Јужне Америке, до надморских висина од 4.000m, живећи самостално или у мањим групама.

## Класификација породице
потпородица 
род  (морско прасе).
род 
род 
потпородица 
род 
потпородица 
род 
род 